# Поплавский, Евгений Валентинович
Евгений Валентинович Поплавский (род. 4 августа 1962, Донецк, УССР, СССР) — российский военачальник. Заместитель командующего войсками Центрального военного округа с 13 ноября 2018 года, генерал-лейтенант (12 февраля 2019).

## Биография
На воинской службе с 1981 года. В 1985 году окончил с отличием и золотой медалью окончил  Хмельницкое высшее артиллерийское командное училище имени маршала артиллерии Н. Д. Яковлева. В 1994 году окончил Военную артиллерийскую академию.
Прошёл основные командные должности от командира артиллерийской батареи до командующего объединением Восточного военного округа.
В 2006 году окончил Военную академию Генерального штаба Вооружённых Сил Российской Федерации.
С 2010 года начальник оперативного управления — заместитель начальника штаба Приволжско-Уральского военного округа. С 2011 года — начальник штаба — первый заместителем командующего 29 армией. С 2015 года — начальник управления боевой подготовки Сухопутных войск.
Генерал-майор (2012).
С апреля 2017 по ноябрь 2018 года — командующий 29-й общевойсковой армией Восточного военного округа.
Указом Президента Российской Федерации Владимира Владимировича Путина от 13 ноября 2018 года генерал-майор Евгений Поплавский назначен заместителем командующего войсками Центрального военного округа. Командующим 29-й общевойсковой армией был назначен генерал-майор Роман Бердников.
Указом Президента России №595 от 12 декабря 2019 года присвоено воинское звание генерал-лейтенант.
С 1 ноября 2024 года — советник главы ДНР.
Участвовал в боевых действиях в Афганистане, в первой и второй чеченских войнах,  Военной операции России в Сирии.
Заслуженный военный специалист Российской Федерации.

## Награды
- Орден "За заслуги перед Отечеством IV степени" с мечами[8]
- Орден Александра Невского,
- Орден Мужества,
- Орден Суворова,
- Орден Дружбы
- Орден «За военные заслуги»,
- Орден Красной Звезды,
- Медаль ордена «За заслуги перед Отечеством» II степени с мечами,
- Медаль «Участнику военной операции в Сирии»,
- Медали СССР и России.